# Aëropos (Sohn des Temenos)
Aëropos (altgriechisch Ἀέροπος Aéropos) war der Bruder des mythischen Begründers der makedonischen Königsdynastie.

## Mythos
Aeropos, Sohn des Temenos von Argos, floh mit seinen Brüdern Gauanes und Perdikkas von Argos über Illyrien nach Makedonien und hütete dort die königlichen Rinder. Der König befahl ihnen, das Land unentlohnt zu verlassen. Sie siedelten sich nahe der Gärten des Midas an und erobert von dort Makedonien.